# Dulhipur
Dulhipur è una suddivisione dell'India, classificata come census town, di 7.744 abitanti, situata nel distretto di Chandauli, nello stato federato dell'Uttar Pradesh. In base al numero di abitanti la città rientra nella classe V (da 5.000 a 9.999 persone).

## Geografia fisica
La città è situata a 25° 17' 57 N e 83° 04' 51 E.

## Società

### Evoluzione demografica
Al censimento del 2001 la popolazione di Dulhipur assommava a 7.744 persone, delle quali 3.986 maschi e 3.758 femmine. I bambini di età inferiore o uguale ai sei anni assommavano a 1.447, dei quali 688 maschi e 759 femmine. Infine, coloro che erano in grado di saper almeno leggere e scrivere erano 2.656, dei quali 1.671 maschi e 985 femmine.